# Menonvillea nordenskjoeldii
Menonvillea nordenskjoeldii är en korsblommig växtart som först beskrevs av Per Karl Hjalmar Dusén, och fick sitt nu gällande namn av Reed Clark Rollins. Menonvillea nordenskjoeldii ingår i släktet Menonvillea och familjen korsblommiga växter. Inga underarter finns listade i Catalogue of Life.